# Chiesa di San Pietro (Terni)
La chiesa di San Pietro si trova nel centro storico di Terni, dove sorge sull'omonima piazza, ed è consacrata a San Pietro. La chiesa attuale, ampiamente rimaneggiata nel corso dei secoli, risale al XII secolo e presenta una facciata a capanna, con il portale sovrasto dai resti di un rosone gotico, mentre all'interno sono presenti numerosi affreschi risalenti al XIII e al XIV secolo. Sul lato sinistro si trova un campanile quadrato in mattoni e pietra, con finestre bifore.

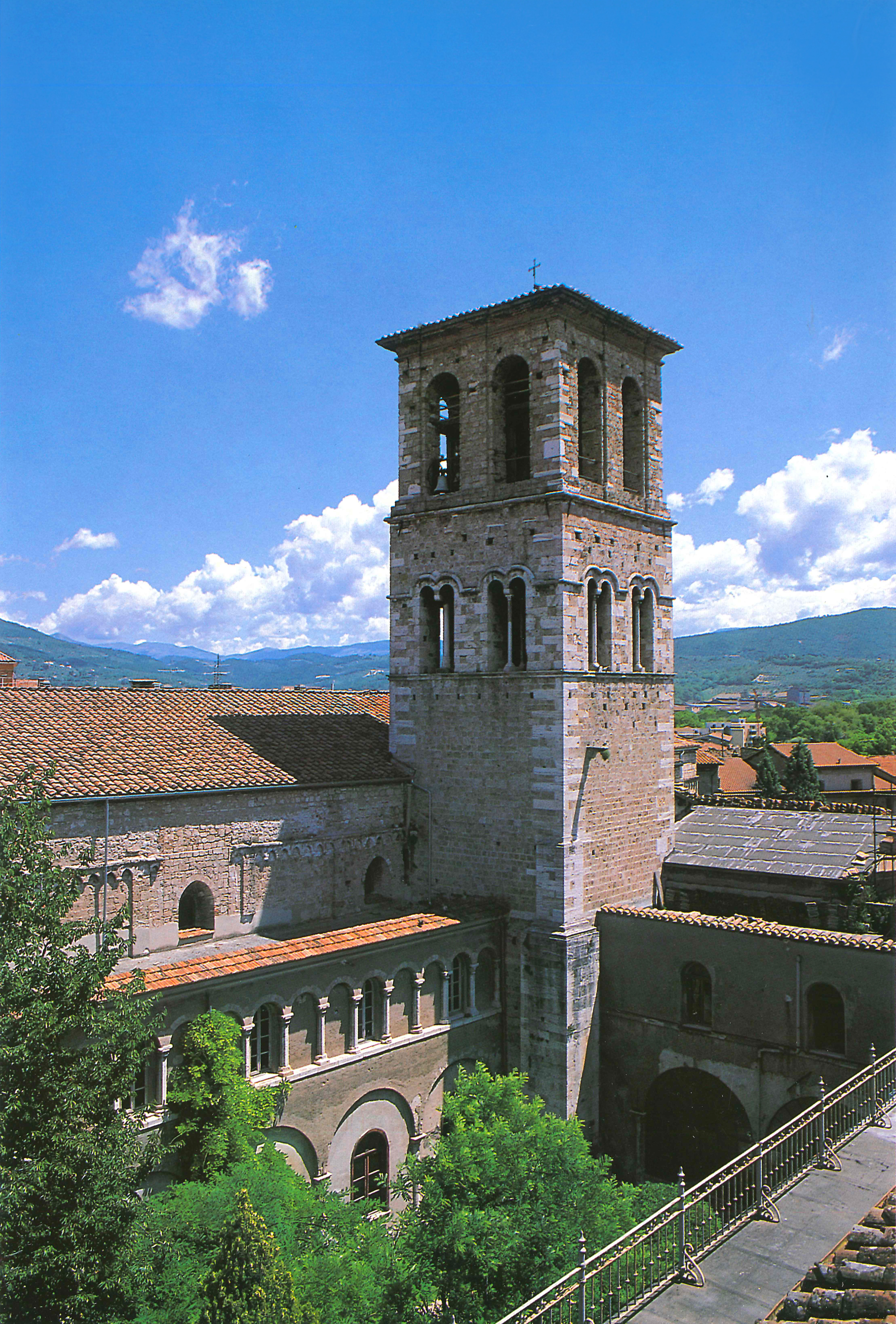
Il campanile ed il chiostro

## Storia
Il sito dove sorge la chiesa in precedenza era occupato da un luogo di culto ariano, anzi pare che fosse proprio la cattedrale del Salvatore, ovvero la cattedrale di San Pietro del Tirio. Secondo quanto riportato dal Liber Pontificalis, fu qui che si incontrarono nel 742 Papa Zaccaria e Liutprando, re dei Longobardi, per porre fine agli scontri fra lo Stato della Chiesa e il Regno longobardo, scontri causati dall'alleanza di Papa Gregorio con Trasamondo II, duca di Spoleto.
Alcuni secoli dopo, precisamente nel 1287, la chiesa venne affidata da Tommaso, vescovo di Terni, agli Agostiniani già da tempo presenti a Terni, prima con un eremo nei pressi della Rocca San Zenone, e poi a partire dal 1254, nella chiesa dedicata ai santi Siro e Bartolomeo. Gli Agostiniani ben presto ritennero la chiesa indossisfacente per le loro esigenze e all'inizio del 1300 iniziarono la costruzione dell'edificio attuale eretto in forme gotiche, ad navata unica, dotata di un presbiterio rettangolare ma priva di transetto, con annesso convento.
Nel XV secolo furono eseguiti numerosi lavori, in parte finanziati dalla famiglia Manassei nella persona di Stefano, che ricoprì numerose cariche pubbliche come podestà di Città di Castello, Fermo e Firenze, e vennero realizzata un'abside e elevato il campanile fino al piano con le finestre bifore.
Nel XVII secolo parte del complesso venne demolito per far posto a Palazzo Manassei mentre il campanile venne terminato.
Durante il terremoto del 1703 la chiesa con gli edifici annessi subì numerosi danni pertanto venne ricostruita con profondi cambiamenti rispetto alla struttura originale ed ha assunto la forma attuale, con il chiostro che venne abbellito e decorato
Con l'Unità d'Italia e la conseguente secolarizzazione dei beni ecclesiastici, i vari edifici del complesso hanno subito destini diversi: il convento è stato adibito a scuola mentre il chiostro e altri parti sono state suddivisi e destinati ad usi vari, mentre la chiesa ha continuato ad essere un luogo di culto.
Dopo i bombardamenti della Seconda guerra mondiale vennero eseguiti lavori di restauro che portano alla riscoperta degli originari affreschi medievali.

## Interni

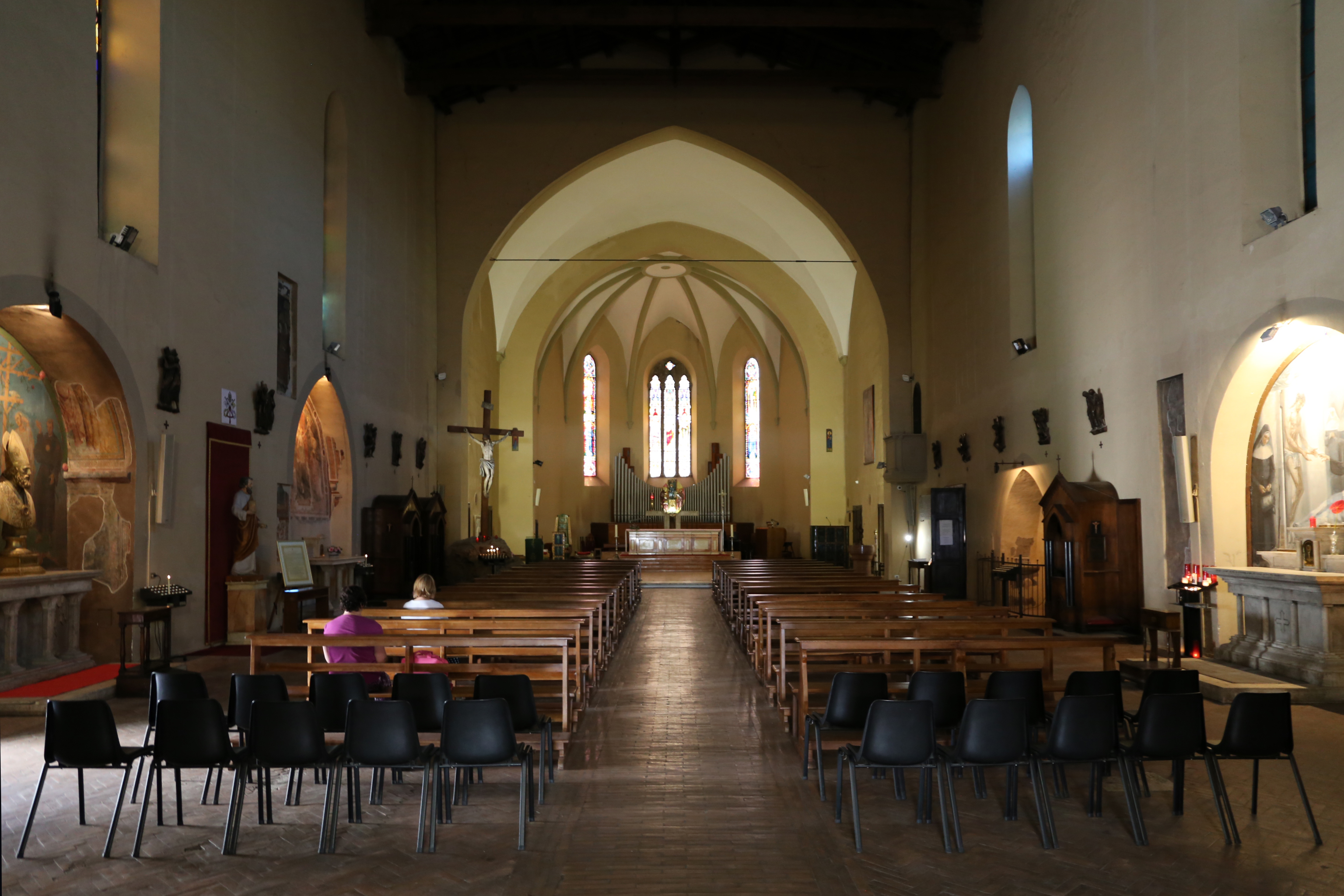
Interno della chiesa nel 2017

All'interno ci sono numerosi affreschi, da ricordare quelli attribuiti al Maestro della Dormitio di Terni, che dipinse la Dormizione di Maria, l'Incoronazione della Vergine, gli Angeli, San Francesco d'Assisi e probabilmente anche Santa Caterina d'Alessandria, notevoli esempi della pittura gotica.
Di interesse anche la cappella di Santo Stefano martire. Insolita collocazione ha la pietra tombale, non collocata sul pavimento ma incastonata nella parete, di Stefano Manassei, esponente dell'omonima famiglia, che fu un podestà di Firenze nonché finanziatore dei lavori di restauro del XV secolo della chiesa stessa, presso la quale sorgeva il palazzo di famiglia, appunto Palazzo Manassei.
La seconda cappella della parete destra è dedicata a Santa Rita da Cascia molto venerata da numerosi fedeli in città(ogni anno il 22 Maggio si celebrano numerose Sante Messe con la distribuzione ai fedeli di rose benedette).

## Galleria d'immagini

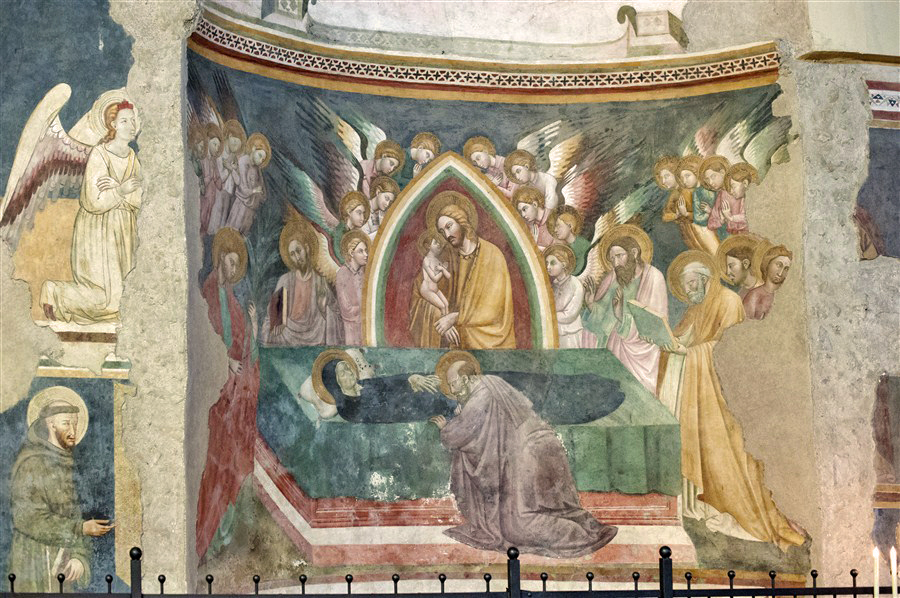
Dormizione della Vergine, affresco del XIV-XV secolo
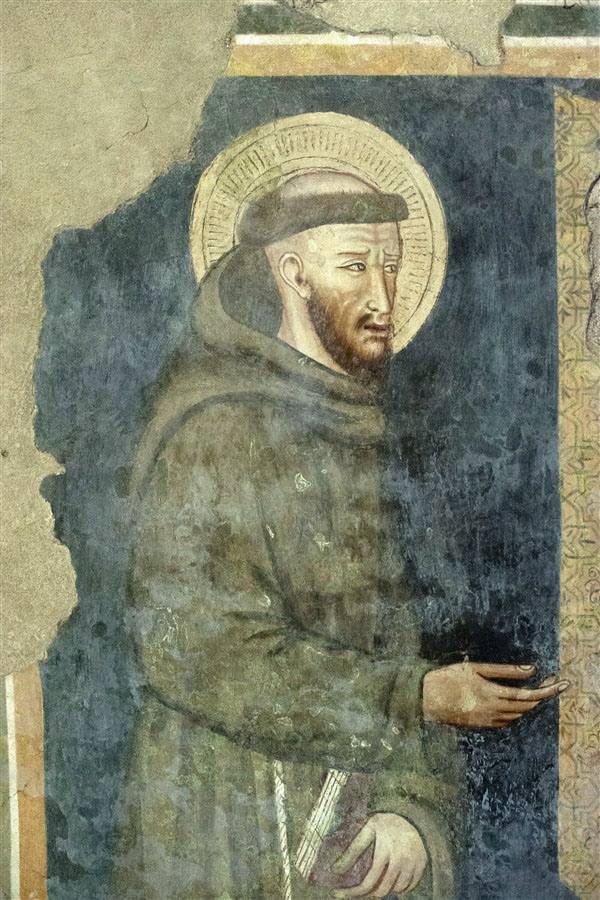
San Francesco d'Assisi dettaglio dell'affresco della Dormitio Virginis, XIV-XV secolo
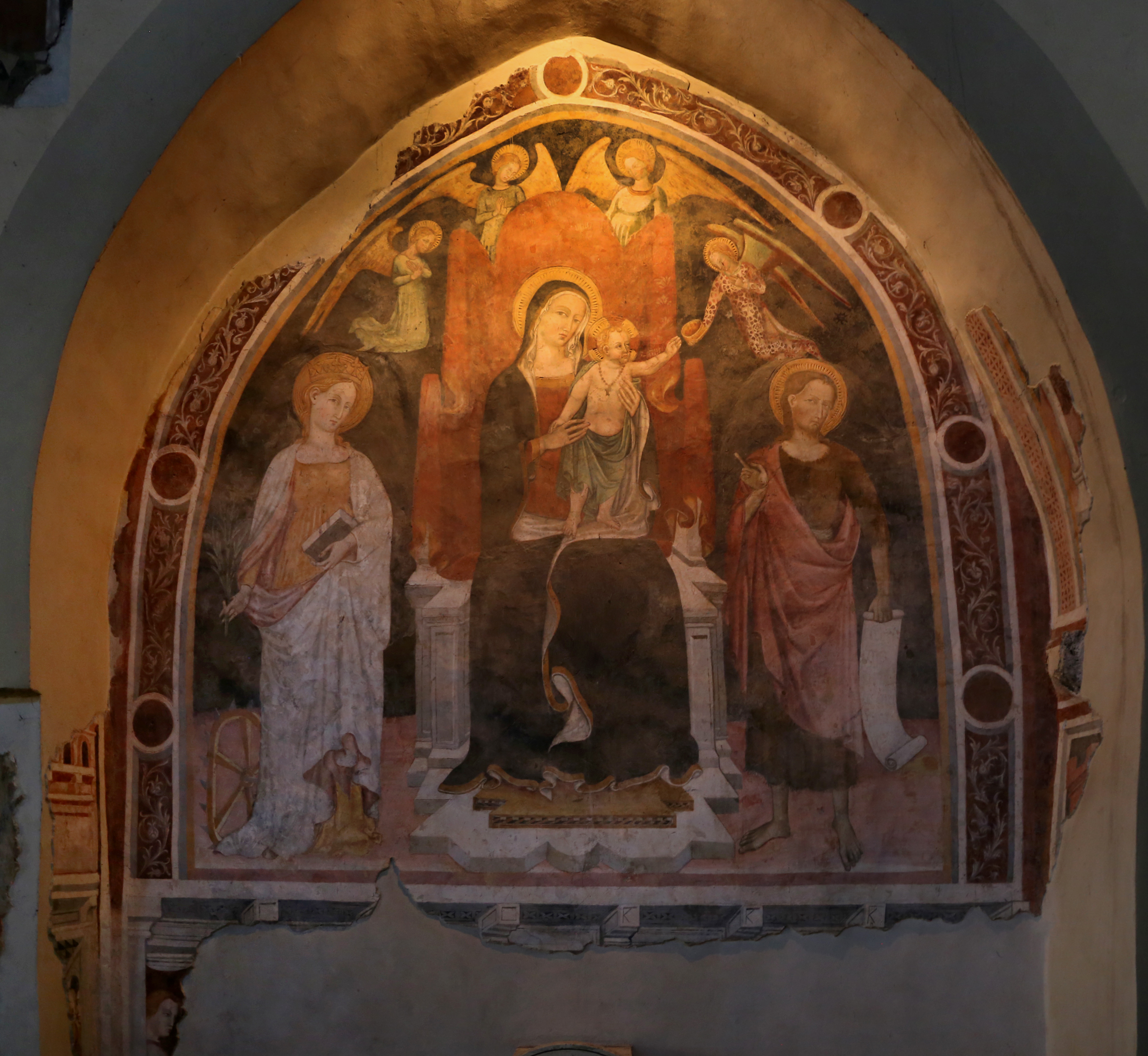
Madonna col Bambino fra santa Caterina d'Alessandria e san Giovanni Evangelista
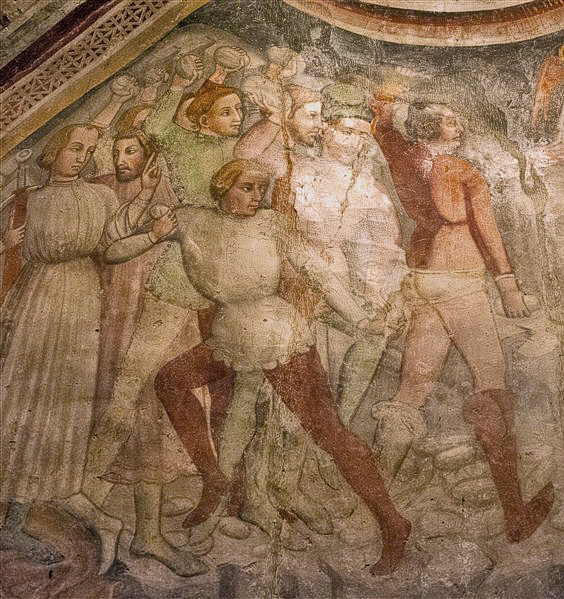
Martirio di santo Stefano
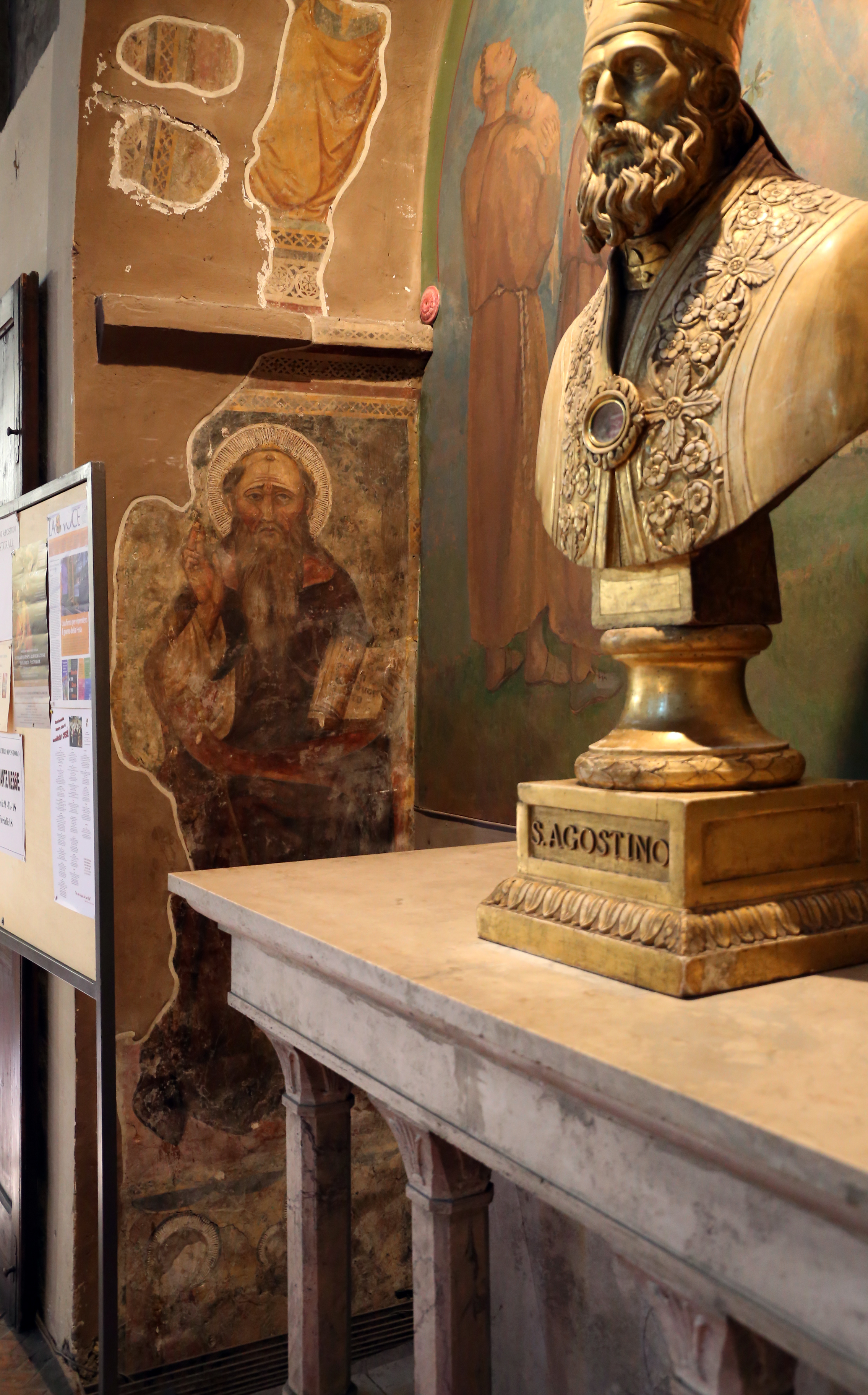
Busto di Sant'Agostino
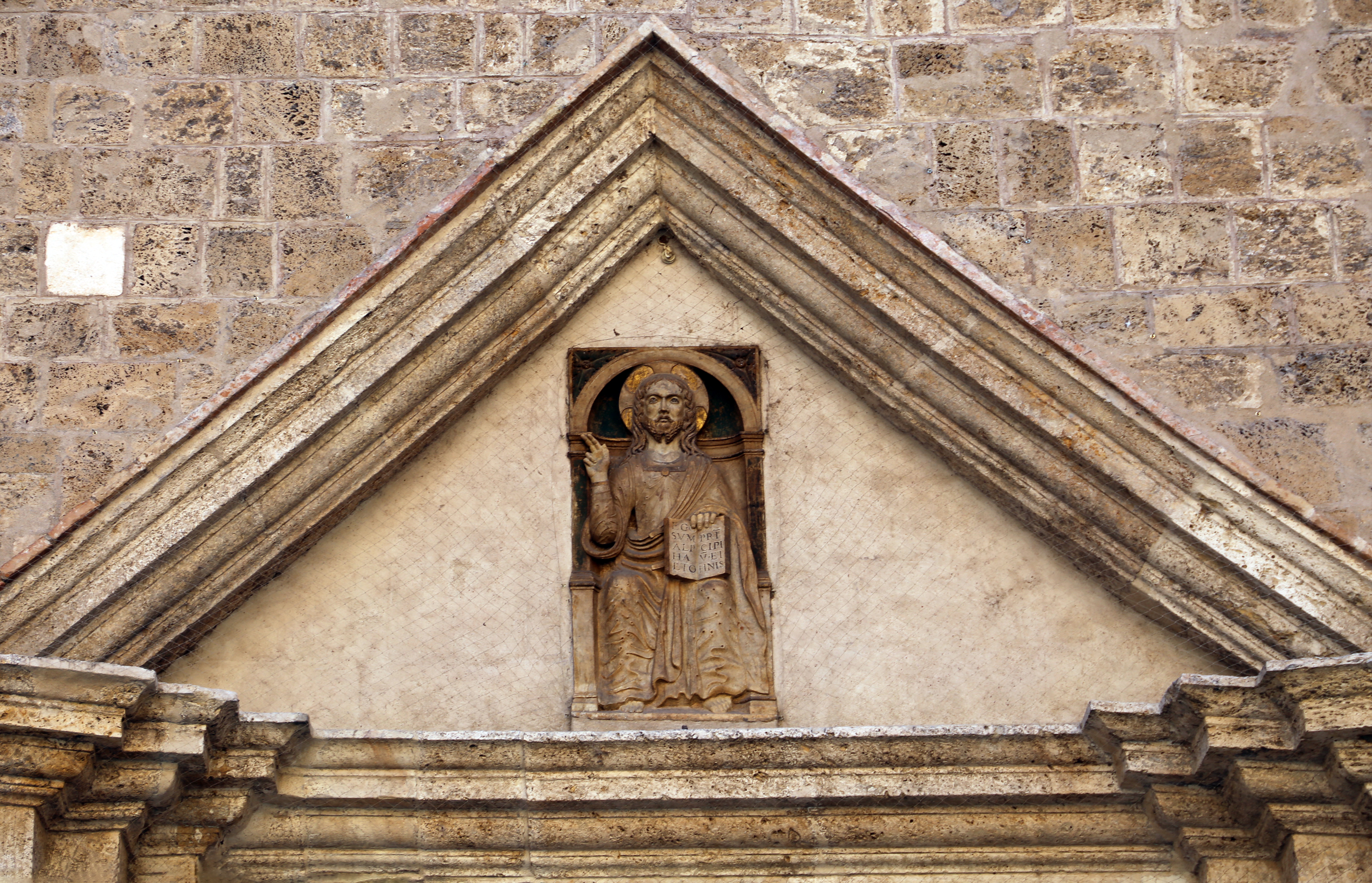
Cristo benedicente nel timpano sovrastante il portale
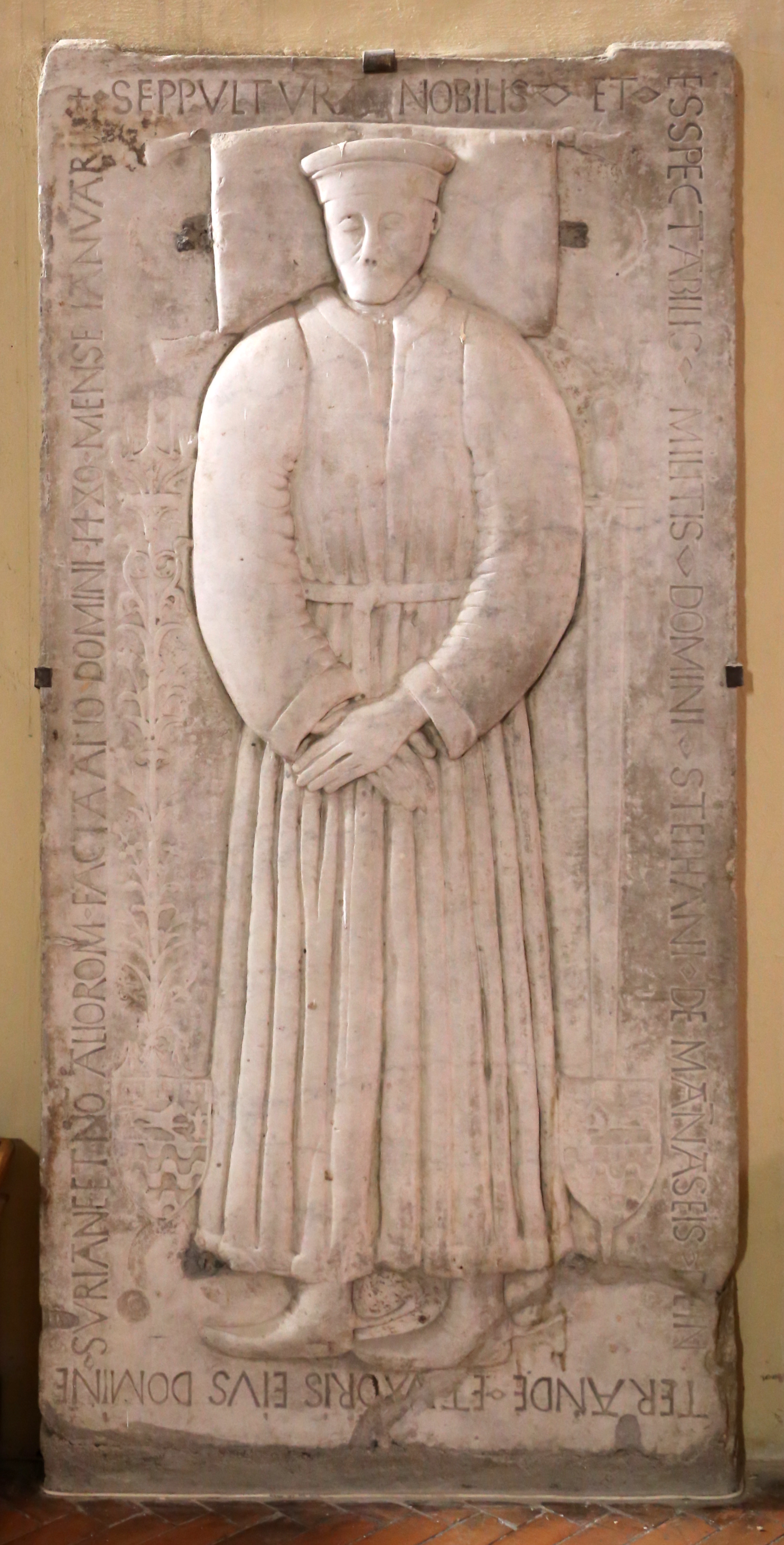
Lastra tombale di Stefano Manassei, podestà di Firenze